# Bassin potassique
Cet article concerne le bassin potassique en tant que zone naturelle et d'activité humaine. Pour l'ancienne structure intercommunale, voir Communauté de communes du Bassin Potassique.
Le Bassin potassique est une zone naturelle et socio-économique d'Alsace, située dans le département du Haut-Rhin. Il correspond à la partie nord de la banlieue de Mulhouse et marque le début de la partie de la plaine d'Alsace soumise au climat sec d'abri avec une pluviométrie faible et l'apparition d'une végétation xérique thermophile. Son nom vient de l'exploitation minière de la potasse, en l'occurrence de sylvinite, durant le XXe siècle. Elle se caractérise par le développement de vastes cités minières à l'urbanisme aéré fait de rues résidentielles composées de maisons avec jardins de grande taille et d'espaces verts ou sportifs communs. L' exploitation de la potasse a pris fin à la fin du XXe siècle et le territoire s'est alors reconverti dans les activités teritiaires et commerciales. Ces évolutions ont contribué a créé un territoire, avec une identité propre et métissée, au sein duquel les anciens établissements villageois et zones d'activités modernes alternent avec les cités minières et les vestiges de l'industrie extractive (chevalements et terrils) au milieu des espaces boisés de la forêt du Nonnenbruch.

## Géographie

Carte du bassin potassique.

Il correspond à la partie nord de l'Ochsenfeld, sur le cône diluvial de la Thur et de la Doller. Il est en grande partie recouvert par la forêt de Nonnenbruch à l'intérieur de laquelle il s'est développé.
Le Bassin potassique inclut les communes suivantes : 
- Berrwiller ;
- Bollwiller ;
- Ensisheim ;
- Feldkirch ;
- Kingersheim ;
- Pulversheim ;
- Richwiller ;
- Ruelisheim ;
- Staffelfelden ;
- Ungersheim ;
- Wittelsheim ;
- Wittenheim.

## Géologie

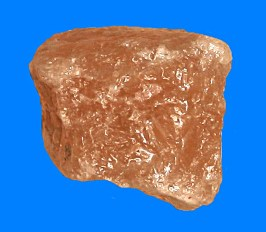
Sylvinite.

Le bassin potassique d'une emprise de 20 000 ha est composé en réalité principalement de schistes et de deux couches de sylvinite distantes l'une de l'autre d'une vingtaine de mètres. Ces deux couches se situent à des profondeurs variables selon les anciens lieux d'extraction, allant de 400 à 1 100 mètres. La première couche de sylvinite atteint en moyenne deux mètres d’épaisseur et contient en moyenne 40 % de chlorure de potassium ; la seconde couche atteint 5 mètres de puissance et contient environ 30 % de chlorure de potassium. Ces deux couches possèdent en moyenne 60 % de chlorure de sodium. La teneur en K2O du minerai potassique extrait avoisinait 15 à 25 %. Au début du XXe siècle, suivant les couches, la teneur en chlorure de potassium KCl du minerai des Mines de potasse d'Alsace a pu varier de 20 % à 80 %.

## Industrie extractive

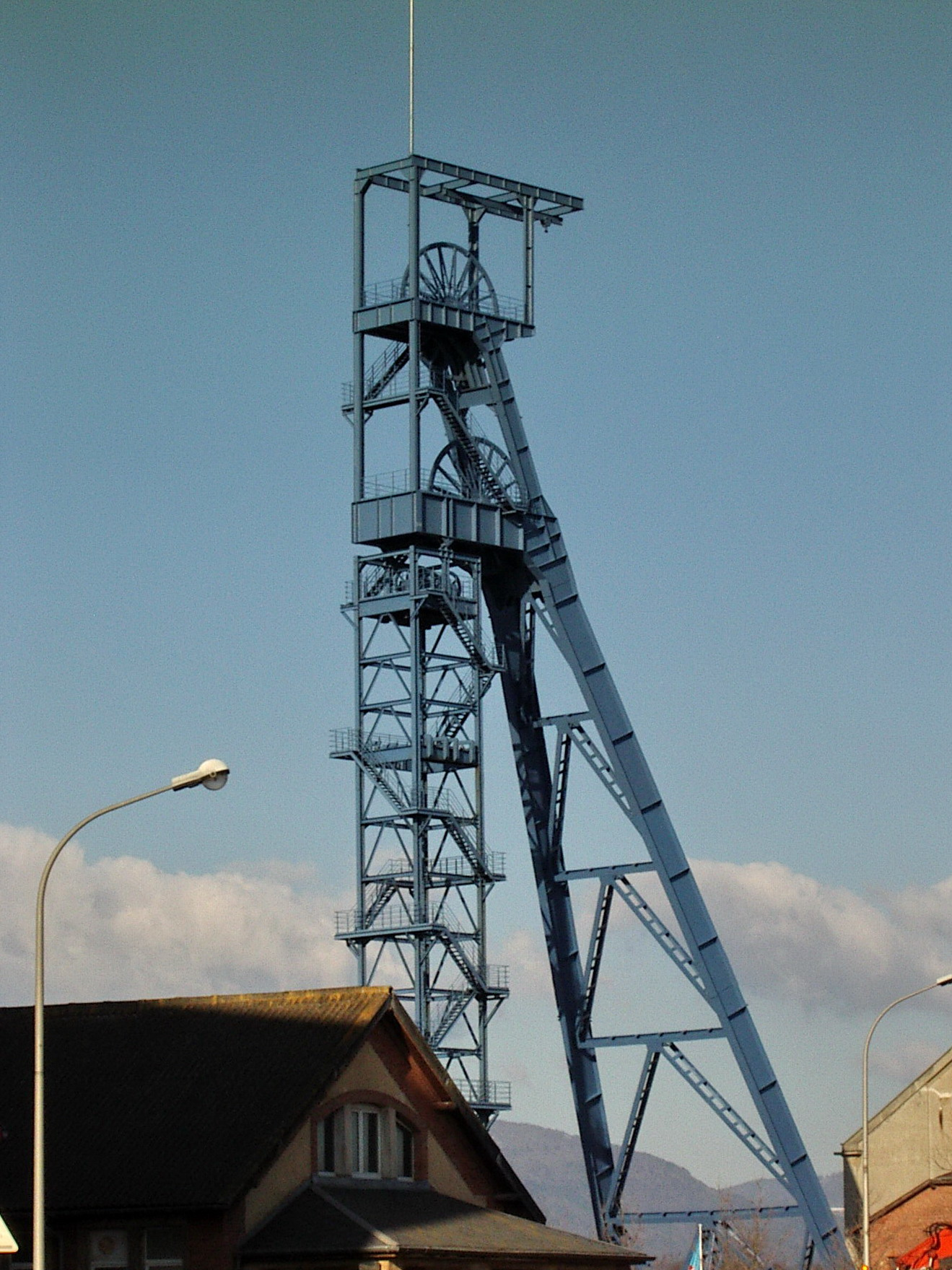
Le chevalement Théodore à Wittenheim, le plus haut d'Europe.

Les MDPA ont exploité la potasse dès 1924 pour l'industrie française.
Les schistes constituent la matière essentielle des terrils, mais il comporte encore des traces de sels. Le sel impur a pu être commercialisé pour le déneigement.
La sylvine était obtenue dans les années 1990 par procédé de flottation.
Les conséquences de cette activité extractive sont observables quotidiennement : le bassin potassique est une zone de plaine susceptible d'affaissement de terrains (sur un plan le plus souvent très localisé, mais activé par les micro-séismes des failles alsaciennes) du fait des galeries abandonnées, progressivement en voie d'effondrement ou envahies par les eaux. Un simple aller-retour routier dans les années 1990 entre Cernay et Mulhouse permettait aux aménageurs (équipés de capteurs) de repérer l'évolution des affaissements en cours, proche de la voie rapide, et de prévoir des réfections, bien plus fréquentes que sur toutes autres voies alsaciennes.
La nappe phréatique a été durablement contaminée, aussi par les apports en surface par les rejets salins (terrils, saumures rejetées...) et en profondeur, par pénétration de l'eau dans les anciennes mines. En maints endroits, elle demeure hautement saline. L'importance des rejets salins en surface, voire dans les eaux d'évacuation, de l'industrie de potasse MDPA a été dénoncée par les autorités néerlandaises et allemandes dès les années 1960, constatant une exceptionnelle salinité du Rhin dont l'origine principale était identifiée en Alsace du Sud.

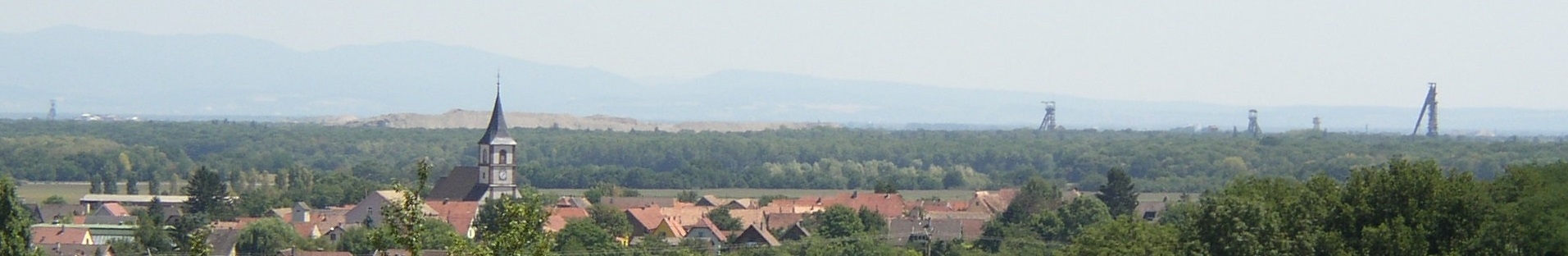
Paysage du bassin potassique vers l'an 2000, marqué par quatre chevalements, un château d'eau et un long terril et dont les parties urbanisées alternent avec la forêt du Nonnenbruch.